# دفتر العائلة
دفتر العائلة (بالفرنسية: Livret de famille) هي رواية خيالية للكاتب الفرنسي باتريك موديانو الحائز على جائزة نوبل في الأدب عام 2014 و على الجائزة الكبرى للأكاديمية الفرنسية للرواية سنة 1972، وجائزة غونكور سنة 1978،صدرت الرواية لأول مرة بالفرنسية في 25 أبريل 1977 عن دار غاليمار ضمن سلسلة "كوليكسيون بلانش". يُعد العمل مجموعة من خمسة عشر نصًا سرديًا تتداخل فيها السيرة الذاتية بالخيال الروائي، ويُنظر إليه أحيانًا بوصفه رواية مكوّنة من خمسة عشر فصلًا.

## نبذة عن الكتاب
تتألف الرواية من خمسة عشر فصلاً يمكن قراءتها كقصص قصيرة مترابطة، أو كأجزاء من سيرة ذاتية مواربة يرويها الكاتب بنفسه، معتمدًا على التكثيف والإيحاء. هي خمسة عشر لحظة سردية تُجسد مراحل متفرقة من حياة موديانو، من ولادة ابنته الأولى "زينايد"، إلى زيارته لمواقع الطفولة في باريس، ومشاهد من علاقته بوالديه، وأحاديثه عن شخصيات حقيقية أو خيالية.يراهن موديانو في هذا العمل على المزج بين الوقائع والسرد التخيّلي، فيستعيد بعض الوجوه والأحداث والمفارقات التي شكّلت مسار حياته، ويعيد تأويلها أدبيًا من خلال التمويه أو الحذف أو الإضافة. وتكمن فرادة هذا الأسلوب في كونه يتجاوز التوثيق التاريخي التقليدي إلى رسم أثر الحدث على الوجدان والذاكرة، في ما يشبه كتابة ذات طابع "تاريخاني داخلي" أو "سيرذاتي شعري".وقد صرح موديانو في أحد حواراته بأن الحرب العالمية الثانية هي "التربة أو كومة السماد التي نبتّ منها"، في إشارة إلى تأثير تلك الحقبة في تكوينه النفسي والإبداعي.

## تحليل ونقد
يشكل هذا العمل لحظة فارقة في مسيرة موديانو، إذ يقدم فيه سردًا متشظيًا ومفتوحًا للذاكرة، لا يخضع للتسلسل الزمني، بل يبنى على التداعي والتنقل بين الحاضر والماضي. فكل فصل من فصول الكتاب ينطلق من مشهد آنيّ يقود إلى استذكار موقف أو شخصية من الماضي، كثيرًا ما تعود إلى فترة الاحتلال الألماني لفرنسا.تدور القصص حول شخصيات حقيقية أو شبه خيالية، منها "هاري دريسل" وابنته "دينيس"، الذين يظهران في فصل يروي فيه الراوي — ويسمي نفسه "باتريك موديانو" — مغامرة شبابية قوامها كتابة سيرة دريسل بدافع الحب، وهي تجربة تخفق سريعًا حين ترحل الفتاة مع راعٍ ثري. ومع ذلك، يختم الراوي تلك القصة بجملة ذات طابع اعترافي: «كنت في السابعة عشرة، ولم يبقَ لي سوى أن أصبح كاتبًا فرنسيًا».يتّسم الكتاب بإيقاع هادئ وأسلوب رمزي، حيث تختلط السيرة الذاتية بالتخييل، ويهيمن عليه الشعور بالضياع والحنين والبحث عن جذور الهوية، وهي مواضيع مركزية في مجمل أعمال موديانو.

## شخصيات بارزة
- جان كوروميندي – صديق سابق لألبرت موديانو.
- هنري ماريغنان – شخصية تحلم بالعودة إلى شنغهاي.
- أم الكاتب – لويزا كولباين، ممثلة ظهرت في أفلام ببلجيكا.
- والد الكاتب – ألدو موديانو، يظهر في عدة فصول بعلاقة متوترة مع الراوي.
- هاري دريسل – رجل غامض ذو ماضٍ سياسي.
- دينيس دريسل – ابنته، موضوع حب شبابي.
- زوجة الكاتب – دومينيك زيرفوس، رفيقة رحلة إلى تونس.
- روبير جيربو – مذيع سابق وعضو في الجستابو الفرنسي.
- الملك فاروق – يظهر كرمز لذاكرة عائلية ذات صلة بمصر.

## أنظر أيضا
- الأفق (رواية)

- من أقاصي النسيان

- عشب الليالي

- مستودع الطفولة

- مجهولات

- صبية طيبون

- سيرك يمر

- سلالة (رواية في السيرة الذاتية)